# Боздоган
Боздоган (тур. Bozdoğan) — район сельского типа ила Айдын в Турции, северо-восточнее хребта Мадранбаба, южнее Назилли и юго-восточнее Айдына, на левом берегу реки Акчай, левого притока реки Большой Мендерес.